# Toby Matthiesen
Moritz „Toby“ Matthiesen (* 1984) ist ein deutsch-schweizerischer Historiker und Islamwissenschaftler, der zurzeit als Fellow am Zentrum für Nahost-Studien des St Antony’s College der Universität Oxford unterrichtet. Sein Forschungsschwerpunkt sind Geschichte und Gegenwart der schiitischen Minderheit in Saudi-Arabien.

## Leben
Matthiesen ist Sohn der schweizerischen Soziologin Claudia Honegger und des deutschen Ethnologen Ulf Matthiesen. Er studierte Islamwissenschaft, Geschichte und Politikwissenschaft an den Universitäten Zürich, Bern sowie der School of Oriental and African Studies in London. Dort wurde er mit einer Arbeit zu den Schiiten in den Golfstaaten promoviert. Seit 2015 ist er Fellow am Zentrum für Nahost-Studien des St. Antony's College in Oxford, das zu den traditionsreichsten Instituten für die Lehre und Erforschung des modernen Orients in Europa gehört.

## Werk und Positionen
In seinen Schriften befasst sich Matthiesen intensiv mit der Minderheitenpolitik des saudischen Königreichs und dem problematischen Verhältnis zwischen dem Haus Saud, der Staatsideologie des Wahhabismus und den Schiiten, die traditionell mehrheitlich im Osten des Königreichs leben. Er vertritt darin unter anderem die These, dass sich die „strategische“ anti-schiitische Haltung der Staatsführung während des Arabischen Frühlings gegen letztere gewendet habe, da sich insbesondere die schiitische Bevölkerung des Landes die Protestbewegungen in der Region zu eigen gemacht habe.
Matthiesens 2014 erschienenes Buch „The Other Saudis.Shiism, Dissent, and Sectarianism“ wurde vom Autor Mark Lynch in der Washington Post als eines der besten nahostwissenschaftlichen Bücher des Jahres gelobt. Der Nahost-Think-Tank Washington Institute for Near East Policy zeichnete es 2015 mit seinem Buchpreis aus.
Matthiesen kritisierte wiederholt einen unsachlichen Umgang der Öffentlichkeit mit der Rolle der Golfstaaten während des Arabischen Frühlings. Diese werde „oft entweder vernachlässigt oder übertrieben“. Es sei wichtig, jeden Golfstaat mit seiner jeweiligen Politik in der Region einzeln zu betrachten.
Nach der mutmaßlich von Agenten Saudi-Arabiens durchgeführten Ermordung des saudischen Journalisten Jamal Khashoggi im saudischen Generalkonsulat in Istanbul im Oktober 2018 warnte Mathiesen im Gespräch mit der Nachrichtenagentur Reuters, angesichts dieses Vorgehens unter Kronprinz Mohammed Bin Salman gegen angesehene Geschäftsleute und Kritiker wie Khashoggi müssten schiitische Regimegegner in Zukunft noch mit größerer Härte von Seiten der saudischen Führung rechnen.

## Schriften
Sectarian Gulf. Bahrain, Saudi Arabia, and the Arab Spring That Wasn't. Stanford (Stanford University Press) 2014.
The Other Saudis. Shiism, Dissent, and Sectarianism. Cambridge (Cambridge University Press) 2015.
„Saudi Arabia and the Cold War“ in: Madawi al-Rasheed (Hg), Salman’s Legacy: The Dilemmas of a New Era in Saudi Arabia (London: Hurst & Co, 2018), 217–233.
„Red Arabia: Anti-Colonialism, the Cold War, and the Long Sixties in the Gulf States“, in: Chen Jian, Martin Klimke, Masha Kirasirova, Mary Nolan, Marilyn Young, Joanna Waley-Cohen, (Hg.), Routledge Handbook of the Global Sixties (London: Routledge, 2018), 94–105.
„Sectarianization as Securitization: Identity Politics and Counter-Revolution in Bahrain“, in: Nader Hashemi and Danny Postel (Hg.), Sectarianization: Mapping the New Politics of the Middle East (London: Hurst & Co, 2017), 199–214.
„Renting the Casbah: Gulf States’ Foreign Policy towards North Africa since the Arab Uprisings“, in Kristian Coates Ulrichsen (Hg), The Changing Security Dynamics of the Persian Gulf (London: Hurst & Co, 2017), 43–59.
„Government and Opposition in the Middle East: The 1993 Negotiations Between the Saudi Shia Opposition and King Fahd“, in: Gabriele vom Bruck and Charles Tripp (Hg.), Precarious Belonging: Ways of being Shiʿi in non-Shia worlds (London: The Centre for Academic Shi‘a Studies, 2017), 377–417.